# Masterekvation
Masterekvationen är inom fysiken en uppsättning av första ordningens differentialekvationer som beskriver tidsutvecklingen av sannolikheten hos ett system att ockupera var en av en uppsättning diskreta tillstånd:
{\displaystyle {\frac {dP_{k}}{dt}}=\sum _{\ell }T_{k\ell }P_{\ell }}
där Pk är sannolikheten för att systemet ska vara i tillstånd k, medan matrisen {\displaystyle T} är fylld med övergångshastighetskonstanter.
Beteckningen {\displaystyle \scriptstyle T_{\ell k}} anger ett element från denna matris. Det är den hastighetskonstant som motsvarar en övergång från tillstånd K till tillstånd ℓ. Eftersom {\displaystyle T} är kvadratisk kan indexen ℓ och k vara godtyckligt definieras som rader eller kolumner. Här anger det första indexet rad och den andra kolumn. Ordningen på indexen avser ursprungs- och måltillståndet, och är står i motsatt ordning jämfört med den normala konventionen för matrisindex. Alltså, i andra sammanhang skulle {\displaystyle T_{12}} tolkas övergången {\displaystyle 1\rightarrow 2}. Det är dock praktiskt att skriva indexen i omvänd ordning när Einsteinnotation används, så att indexen i {\displaystyle T_{12}} tolkas som {\displaystyle 1\leftarrow 2}.
Inom sannolikhetlära motsvarar detta utveckling som en tidskontinuerlig Markovprocess, där den integrerade masterekvationen uppfyller en Chapman-Kolmogorov ekvation.
Masterekvationen kan förenklas så att termerna med ℓ=k inte förekommer i summeringen. Detta möjliggör beräkning även om huvuddiagonalen i {\displaystyle T} inte är definierad eller har tilldelats ett godtyckligt värde.
{\displaystyle {\frac {dP_{k}}{dt}}=\sum _{\ell }(T_{k\ell }P_{\ell }-T_{\ell k}P_{k})=\sum _{\ell \neq k}(T_{k\ell }P_{\ell }-T_{\ell k}P_{k}).}
Masterekvationen uppvisar detaljerad balans om var och en av summationstermerna försvinner separat vid jämvikt - det vill säga om man för tillstånd k och ℓ har jämviktssannolikheter {\displaystyle \scriptstyle \pi _{k}} och {\displaystyle \scriptstyle \pi _{\ell }}, {\displaystyle \scriptstyle T_{k\ell }\pi _{\ell }=T_{\ell k}\pi _{k}}.
Många fysiska problem inom klassisk kvantmekanik samt problem inom andra vetenskaper, kan reduceras till formen av en masterekvation och därigenom kraftigt förenkla framställningen av problemet (se matematisk modell).
Lindbladekvationen inom kvantmekaniken, är en generalisering av masterekvationen, som beskriver tidesutvecklingen av en densitetsmatris. Även om Lindbladekvationen ofta kallas masterekvation så är den det inte i vanlig bemärkelse, eftersom den reglerar inte bara tidsutvecklingen av sannolikheter (diagonala element i densitetsmatrisen) utan också av variabler som innehåller information om kvantum-koherens mellan tillstånden i systemet (icke-diagonala delar av densitetsmatrisen).
Andra generaliseringar av masterekvationen är Fokker-Plancks ekvationen, som beskriver tidsutvecklingen av en kontinuerlig sannolikhetsfördelning.